# Etheostoma australe
The Dardo de conchos (Etheostoma australe) là một loài cá thuộc họ Percidae. Nó là loài đặc hữu của México.